# Gangut (nave da battaglia 1911)
La nave da battaglia Gangut (in russo Гангут) fu l'unità capoclasse della classe omonima della Marina Imperiale Russa. Il nome evoca la battaglia di Gangut del 1714 vinta dai russi durante la grande guerra del Nord e questa era stata la quarta unità a portare questo nome. La prima unità era stata una nave a vela costruita nei cantieri dell'ammiragliato di Pietroburgo nel 1719 nel 5º anniversario della vittoria nella battaglia e rimasta in servizio fino al 1736. Il secondo Gangut era stato un vascello, costruito nello stesso cantiere nel 1824, che nel 1827 partecipò alla Battaglia di Navarino e nel 1856 venne trasformato in pirovascello ad elica. La terza unità a portare il nome Gangut fu una nave da battaglia pre-dreadnought costruita nello stesso cantiere, varata il 9 ottobre 1890 che il 12 giugno 1897 affondò urtando contro una secca affiorante non segnata sulle carte nautiche ad un miglio fuori dalla costa davanti a Vyborg nel golfo di Finlandia.

## Gangut
La sua costruzione avvenne nel cantiere navale dell'Ammiragliato di San Pietroburgo dove il suo scafo venne impostato il 16 giugno 1909. La nave, varata il 24 settembre 1911 e completata nel 1914, dopo avere ultimato le prove a Helsingfors città facente parte allora dell'Impero russo venne aggregata alla flotta del Baltico. Il suo primo comandante fu Nikolaj Mitrofanovič Grigorov.

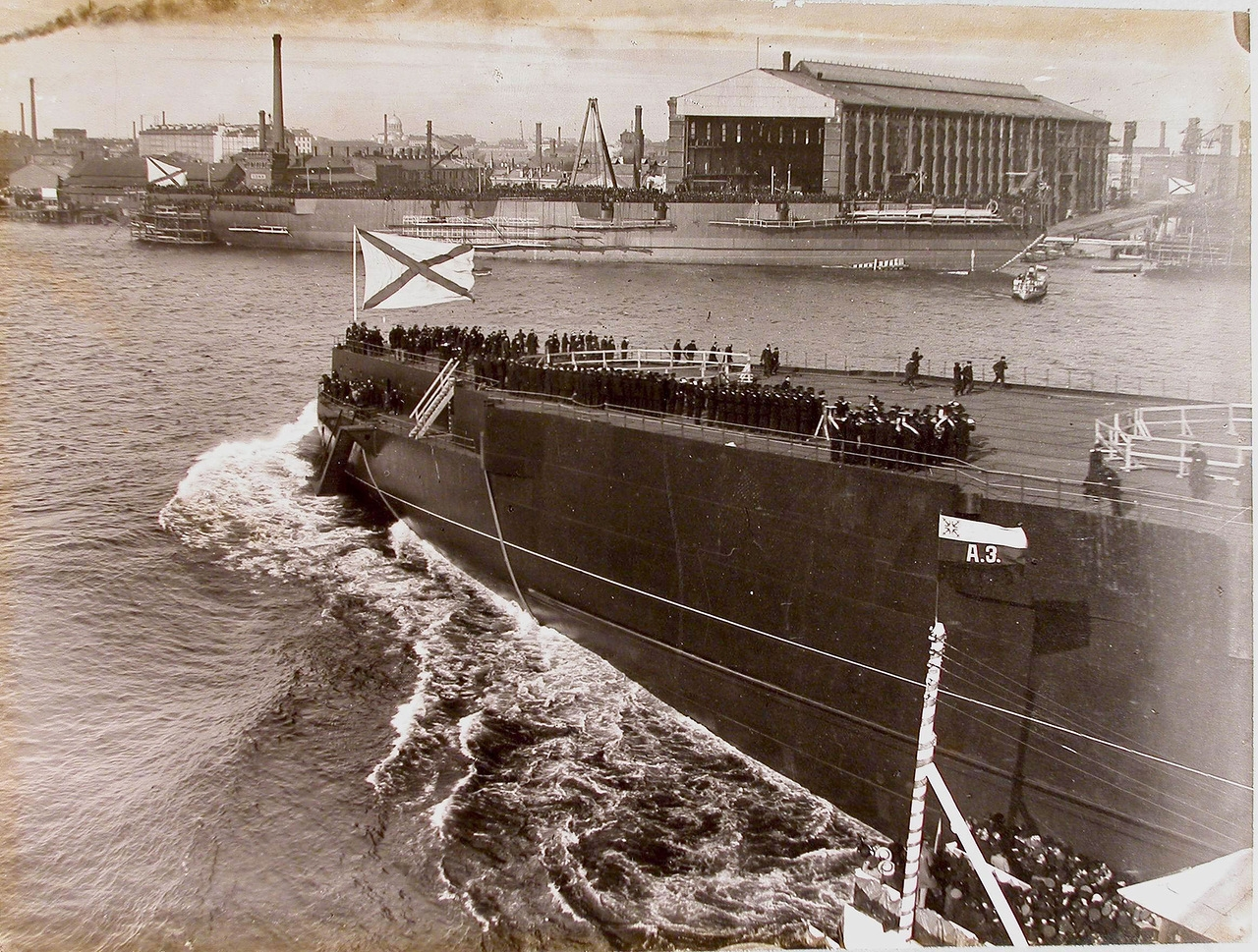
Il varo della nave

La corazzata Gangut prese parte alla prima guerra mondiale impiegata nel Mar Baltico. Nel 1915, il comandante Kedrov sostituì il comandante Grigorov al comando della nave.
L'azione più significativa a cui la nave prese parte avvenne nel golfo di Riga l'8 agosto del 1915, quando navi tedesche cercarono di penetrare nella baia che era protetta dal cacciatorpediniere Novik. Le corazzate Gangut, Slava e Petropavlovsk giunsero in appoggio al cacciatorpediniere sventando il tentativo di penetrazione tedesco.
Il 19 ottobre dello stesso anno a bordo dell'unità vi fu un tentativo di ammutinamento sventato prontamente dagli ufficiali. Il comandante Kedrov, tuttavia, in un discorso all'equipaggio, promise di prendere in considerazione le loro richieste, in particolare per quel che riguardava il vitto. Il 20 ottobre a bordo della nave arrivò il comandante della flotta del Baltico, l'ammiraglio Kanin e venne avviata un'indagine condotta dall'ammiraglio Alexander Nebolsin. I 17 dicembre i risultati dell'inchiesta vennero descritti in una lettera al comandante delle armate del fronte settentrionale. Al termine dell'inchiesta 34 marinai finirono sotto processo che si concluse con due condanne a morte, 24 condanne ai lavori forzati e 8 assoluzioni. Appena la notizia dell'ammutinamento raggiunse il vecchio comandante Grigorov, questi chiese clemenza per i membri del suo vecchio equipaggio.
Durante la rivoluzione russa, nella primavera del 1918 di fronte all'avanzata tedesca, la nave, su ordine di Lenin, venne trasferita a Kronštadt mentre a gennaio dello stesso anno 35 membri dell'equipaggio in Finlandia presero parte alla guerra civile finlandese a sostegno della Guardia Rossa in lotta contro la Guardia Bianca. Nel novembre successivo la nave si recò a Pietrogrado e quando la città Guerra civile russa era sul punto di capitolare, il 3 maggio 1919 il comandante Antonov diede ordine di autoaffondare la nave alla foce della Neva.
Nel 1920, la corazzata Gangut, e altre navi della flotta del Baltico, vennero rimesse a galla per essere avviate ai lavori di riparazione e di ammodernamento e per quattro anni il Gangut rimase in bacino nel cantiere dell'Ammiragliato di Pietrogrado.
Nel 1924, una Commissione presieduta dal Responsabile dell'Ufficio Tecnico Vlasev, selezionò alcune navi della flotta del Baltico da ultimare le riparazioni, ma per motivi finanziari il Gangut non fu inserito nella lista.
Alla fine dello stesso anno però venne deciso il completamento dei lavori. Il 18 aprile 1925 il Gangut venne assegnato alla flotta del Baltico e il 26 aprile venne inviato a Kronštadt per ulteriori interventi di riparazione e l'ammodernamento dell'impianto di propulsione e finalmente il 15 maggio, alla presenza del comandante Salmin la bandiera della nuova Marina sovietica sventolò a bordo della corazzata.

## Oktjabr'skaja Revoljucija
Il 27 giugno 1925 la nave venne ribattezzata Oktjabr'skaja Revoljucija (cirillico: Октябрьская Pеволюция) e nel 1926 divenne ammiraglia della Flotta del Baltico. Nel corso degli anni trenta il comandante Salmin venne avvicendato da Nikolaj Nesvickij.

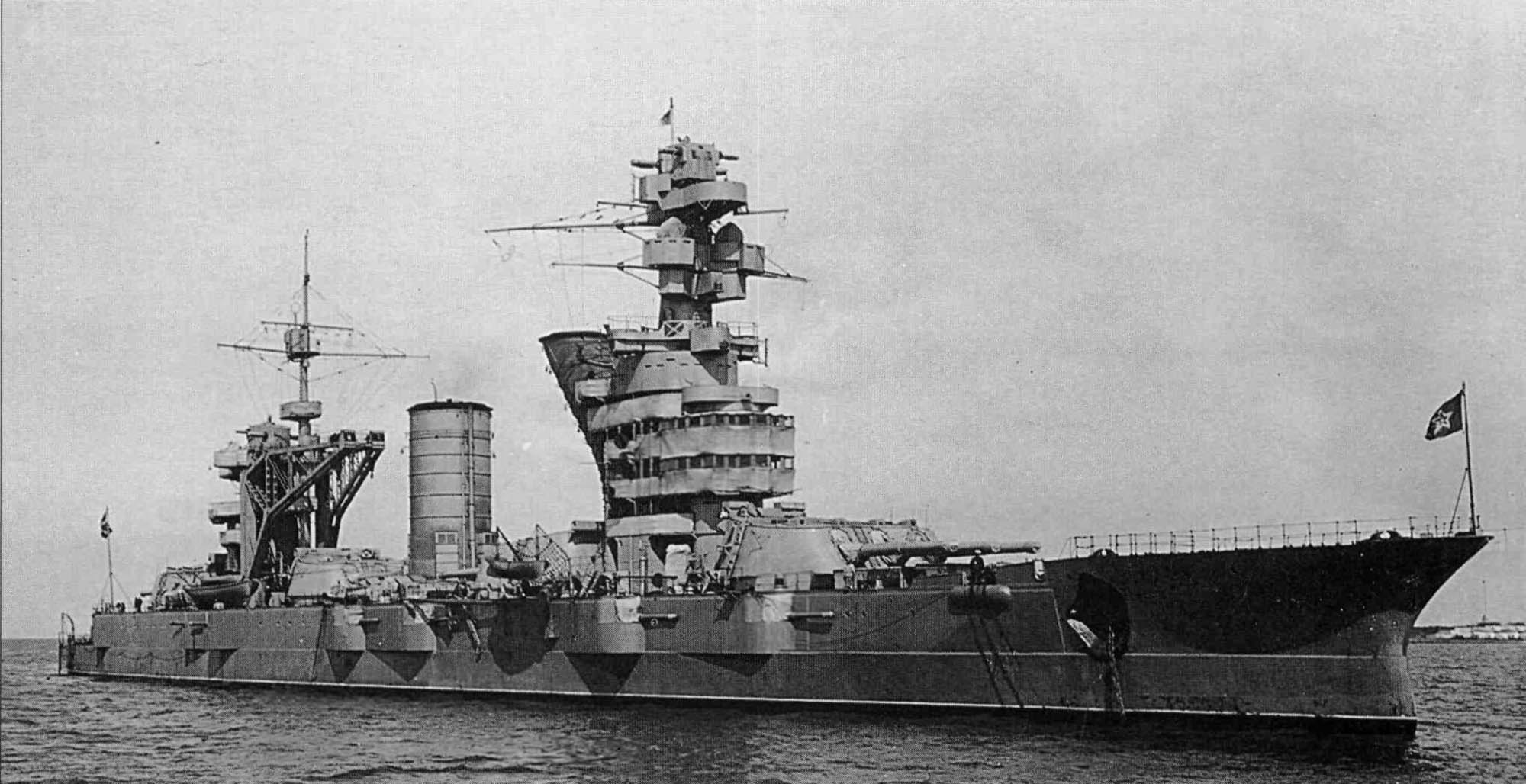
L'Oktjabr'skaja Revoljucija nel 1934 dopo gli ammodernamenti

Tra il 1934 e il 1936 la nave venne sottoposta nei cantieri del Baltico di Leningrado ad ampi lavori di riammodernamento che ne cambiarono il profilo.
Durante la guerra russo-finlandese al comando di D. Vdovčenko effettuò azioni di bombardamento delle coste della Finlandia.
Durante la seconda guerra mondiale l'unità schierata prima a Tallinn e poi a Kronštadt, dalla fine di settembre 1941 venne schierata a Leningrado. Il Gangut, il 16, il 21 ed il 27 settembre 1941 venne seriamente danneggiato dai tedeschi, rimanendo a stento a galla e dopo aver perso metà del suo armamento, portato a Leningrado per i lavori, venne usato come batteria antiaerea partecipando alla difesa della città. L'armamento durante il conflitto venne modificato con 6 dei 16 cannoni da 120/50mm che vennero sbarcati per essere utilizzati a terra come batterie costiere, mentre vennero imbarcati 4 cannoni da 75/50mm, 14 cannoni da 37/67mm, 10 mitragliere da 12,7mm e 89 mitragliatrici da 7,62mm per rinforzare l'armamento antiaereo. Il 4 aprile 1942 fu ulteriormente danneggiata nel corso dell'attacco aereo da parte della Luftwaffe su Leningrado. I lavori di riparazione ebbero termine nel novembre 1942 ma l'armamento venne totalmente rimpiazzato solo nel 1944. Per la sua partecipazione alla difesa di Leningrado il 22 luglio 1944, la nave venne decorata con l'Ordine della Bandiera rossa e da quel momento la nave veniva comunemente denominata come Krasnyj flag Oktjabr'skaja Revoljucija. Tra il 1941 e il 1945 gli ufficiali M.Z. Moskalenko, N.A. Petriščev e S.D. Soloukhin' si sono avvicendati al comando dell'unità.
Al termine del conflitto, dal 1952 al 1954 la corazzata venne utilizzata come nave da addestramento. Nel 1954 venne smontato l'apparato motore e fino al 1956 utilizzato per addestramento statico. Rimorchiato a Kronštadt nel 1956, ne venne iniziata la demolizione, che terminò a Leningrado nel 1959. Le sue ancore e i cannoni antiaerei sono stati smontati ed utilizzati come monumenti nel parco cittadino di Kronštadt.

### Nome
Il nome Oktjabr'skaja Revoljucija, che evoca la Rivoluzione di ottobre che vide la presa del potere da parte dei bolscevichi, venne poi ereditato da un incrociatore leggero della Classe Sverdlov costruito inizialmente con il nome Molotovsk nel cantiere di Severodvinsk dove la sua costruzione venne avviata il 15 luglio 1952; varato il 25 maggio 1954 ed entrato in servizio il successivo 30 novembre venne ribattezzato Oktjabr'skaja Revoljucija il 3 agosto 1957.
Successivamente, dopo essere stato ampiamente riammodernato nel cantiere di Sebastopoli tra il 16 novembre 1968 e il 25 dicembre 1969 venne utilizzato nella prima metà degli anni settanta nel Mediterraneo Orientale per missioni di assistenza alle forze armate di Siria ed Egitto. Andato in disarmo il 16 settembre 1987, venne demolito tra il 1988 e il 1990 a Leningrado.